# Sailor Moon musicalek
A Sailor Moon-sorozat részeként musicalek készültek, a rajongók által "Sera Myu" néven (セラミュ – katakanával írt Sailor Moon Musical rövidítéseként) említve, melyeket Japánban állítottak színpadra 1993 és 2005 között. Ezek egy része követte a manga és/vagy az anime sztorivezetését, míg mások önálló történetet dolgoztak fel. Összesen huszonkilenc különböző előadás létezett, valamivel több mint 800 fellépéssel.
2013-tól ismét készülnek musicalek, megváltozott produceri háttérrel.

## Általános információk
A musicalek története jelentős mértékben épít a manga és az anime egyes epizódjaira, de több esetben eltérnek attól (például a "Kaguya Shima Densetsu" és a "Dracul" sorozat önálló ötletből született). Gyakorta olyan elemeket is felhasználtak a készítés során, melyek kimaradtak az eredeti történetből, bár voltak rájuk vonatkozó rejtett utalások. Ilyen például a négy harcoslány és a Sitennó szerelme, vagy a Sailor Pluto által Endymion király iránt érzett plátói szerelem.
Számos dal slágerré vált és többször is elhangzott. Ilyen volt a "La Soldier", amely túl azon, hogy szinte az összes musicalben a kezdő dal volt, még az anime 88. epizódjában is szerepelt (a magyar változatból azonban kimaradt). Általában nyáron mutatták be az új darabokat, melyeket kisebb változtatásokkal leadtak a rákövetkező télen is. Ez többnyire színészcserét, néhány jelenet jobb kidolgozottságát, vagy egy-egy karakter jobb kidomborítását jelentette.
A musicalek java része megjelent Laserdisc-en vagy VHS-en.

## A musicalekkel kapcsolatos kifejezések
- Fan Kansa: röviden „Fan Kan”, a rajongók számára szervezett különleges előadások és közönségtalálkozók. A soron következő musical promócióját szolgálták. A színészek egy része civilben vett részt, mások a jelmezükben. Szokás volt más szerepekhez tartozó dalokat is énekelniük, időnként ugyanazt a dalt random párosítású duettekben. Amennyiben új színésznő vette át Sailor Moon szerepét, az elődje egy tiara átnyújtásával jelképesen átadta neki a főszerepet.
- Graduation (japánul: 卒業): szó szerinti fordításban 'érettségi', egy 'iskola elvégzése'. A japán szórakoztatóiparban arra használt kifejezés, ha egy fiatal színész vagy énekes bizonyos idő után távozik egy produkcióból vagy egy ügynökségtől. Az adott musical utolsó előadásának (lásd szensúraku) végén az érintett színészeket ünnepélyesen elbúcsúztatták.
- Guide video: kizárólag az előadások helyszínén árusított videókiadványok, a musicalek werkfilmjeivel, valamint a Fan Kansha rendezvények felvételeivel.
- Kaiteiban: újragondolt változat, amikor egy adott musicalt bizonyos változtatásokkal (szereplőgárda, dalok, látvány, a cselekmény egyes részletei) újra műsorra tűztek. Egyes musicaleknek a címében is hivatalosan szerepelt a kaiteiban szó, másokat a rajongók tekintenek annak a hasonló alapötlet miatt.
- Omake: bónusz, a musicalekről készült előrendeléses VHS-ekre, valamint részben a DVD-kiadásokra felkerült extrák. Rendszerint a színfalak mögötti előkészületekről, valamint a szensúraku előadások részleteiről tartalmaztak felvételeket, egy-két színész narrációjával.
- Service number: a musical végén, a tapsrend után ráadásképpen elénekelt dalok.
- Szensúraku: szó szerint valaminek az ’utolsó napja’, egy adott musical utolsó előadása. Ilyenkor jellemző volt, hogy a színészek gyakrabban tértek el a szövegkönyvtől, saját gegeket vittek az előadásba; ezen kívül több ráadásszámot (service number) énekeltek, valamint búcsúztatták a musicalekből távozó színészeket (lásd graduation). Az 1993 és 2005 közötti musicaleknek ezekből az előadásaiból rendszerint az Omake videókba kerültek be részletek, illetve az 1998. téli Eien Densetsu (Kaiteiban) búcsúelőadásának felvétele teljes egészében, különállóan megjelent. A 2013 óta futó musicaleknek többnyire a szensúraku előadásáról készült felvétel, ezeket online közvetítésekben is lehetett követni.

## A musicalek csoportosítása
Az 1993-tól 2005-ig a Bandai cég produkciójában készült musicaleket szokás úgynevezett stage-ekbe sorolni. (Angol szó, többféle színházzal kapcsolatos fogalmat is jelent: lehet színpad, előadás, felvonás, de egy darab színpadra állításának folyamatára is használatos a staging elnevezés.) A besorolás a musicalek koncepciója, illetve szereplőgárdája alapján történt. A producerek hivatalos felosztása szerint három stage volt: az első az 1993-as kezdetektől 1998 teléig, az Eien Densetsu (Kaiteiban) előadásokig tartott (utóbbi ezért is kapta a Final First Stage alcímet); a második 1998 nyarától, a Shin Densetsu Kourin előadásaitól 2004 teléig, a Kakyuu-Ouhi Kourin előadásokig tartott (ennek alcíme The Second Stage Final lett); a harmadik pedig 2004 nyarától 2005 teléig tartott, a Shin Kaguya Shima Densetsu musicalt, valamint annak Kaiteibanját foglalta magában (utóbbi alcíme Marinamoon Final volt).
A másik csoportosítás az úgynevezett generációk alapján történik. Egy adott karakternél a számít új generációnak, ha újabb színész veszi át a szerepet. A főszereplő esetében Ojama Anza volt az első generációs Sailor Moon (az ő szereplése egybe esik a hivatalos első stage-dzsel), 1998 nyarától 1999 nyaráig (a Kaguya Shima Densetsu (Kaiteiban) Natsuyasumi! Houseki Tankentai előadásokig) Hara Fumina a második generációs, 2000 telétől 2001 tavaszáig (a Last Dracul sorozatban) Kanbe Mijuki a harmadik generációs, 2001 nyarától (a Black Lady musicaltől kezdve) a 2005-ös leállásig pedig Kuroki Marina a negyedik generációs. A nyugati rajongók szóhasználatában a „stage”-ekre történő nem hivatalos felosztás gyakran valójában a Sailor Moon-generációkat jelenti.
A 2013-tól a Nelke Planning produkciójában színpadra vitt musicalek már más koncepció alapján készültek. Bár előfordul, hogy egyes rajongók folytatólagosan ezeket is újabb stage-ként számítják, valójában hivatalosan sem a korábbi sorszámozást nem viszik tovább, sem saját maguknak nem osztják fel a producerek.

## Musicalek

### A Bandai produkciói
A Bandai cég produkciójában 1993-tól 2005-ig készültek musicalek.

#### Sailor Moon – Gaiden Dark Kingdom Fukkatsu Hen (1993)
Az anime első évadának továbbgondolása volt. Beryl királynő feltámadt az emberek gonosz gondolatainak köszönhetően, és túl azon, hogy ismét meg akarja hódítani a világot, bosszút akar állni a harcoslányokon. A bnyáron bemutatott musicalt télen némi módosítással ismét előadták.

#### Sailor Moon – Bishoujo Senshi Sailor Moon Super Spring Festival (1994)
Egy tavaszi fesztivál keretében adták elő. Pontos tartalma és a dalok nem ismertek, ugyanis nem készült róla felvétel.

#### Sailor Moon S – Usagi Ai no Senshi e no Michi (1994)
A manga és az anime harmadik évadának vegyített cselekménye szolgál a mű alapjául. A Death Busters akcióba lép, hogy megkeresse a három talizmánt, Csibiusza visszatér a jövőből, és Sailor Uranus s Sailor Neptune is bemutatkoznak. Több olyan szereplőt is bemutattak benne, akiket korábban nem láthatott a nagyközönség. Télen, némi módosítást eszközölve, bemutatták, "Sailor Moon S – Henshin – Super Senshi e no Michi" címen, melyet 1995 tavaszán nagy sikerrel harmadszor is műsorra tűztek.

#### Sailor Moon SuperS – Yume Senshi – Ai – Eien ni... (1995)
A manga és az anime negyedik évadára építő musical a Dead Moon Circus történetét követte, de jelentős mértékben eltért az eredeti művektől. "Saturn Fukkatsu Hen!" címmel ugyanazon a télen, kisebb változtatásokkal újra leadták.

#### Bishoujo Senshi Sailor Moon SuperS Special Musical Show (1996)
Az előbbi musical speciális, rövidített, vidámparkban előadott változata. Hivatalos felvétel nem jelent meg róla, három előadásáról azonban maradt fenn amatőr felvétel.

#### Sailor Moon Sailor Stars (1996)
Az ötödik évadot feldolgozó musical, a Sailor Starlights csapatát a főszerepbe állítva. Eredetileg ez lett volna az utolsó színpadra állított mű, de később folytatták, a nagy sikerre való tekintettel. Mivel se a manga, se az anime nem fejeződött be addigra, ezért a befejezése (s az egész történet) tulajdonképpen a kettő keverékének mondható, melynek végén Sailor Galaxia meghal, de ugyanakkor az örök béke is beköszönt. A tél folyamán kisebb módosításokkal újra színpadra állították.

#### Eien Densetsu (1997)
Egy önálló történet, melynek a Sailor Starlights a főszereplője. Sailor Galaxia feltámasztja Berylt, hogy vele végeztesse el a "piszkos munkát", a harcosoknak pedig vele kell felvenniük a küzdelmet. Télen egyes kisebb változtatások elvégzése után ismét színpadra állították.

#### Shin Densetsu Kourin (1998)
A történet szinte teljesen ugyanaz, mint az előzőnél, azonban a többi harcos sokkal nagyobb szerepet kapott benne, valamint Galaxia csatlósaként feltűnik az Amazon Trió is.

#### Kaguya Shima Densetsu (1999)
Egy önálló, vadonatúj történet. Évezredekkel ezelőtt a Földet megközelítette egy üstökös, a Föld uralkodója azonban életre keltette az Ezüstkristály őrzőjét, hogy annak erejével védje meg a bolygót. Ez sikerült is, de csak annak az árán, hogy egy hatalmas áradás elpusztította a civilizációt. Most az üstökös ismét a Föld felé tart, s Sailor Moon-nak cselekednie kell. A történetet néhány hét eltelte után kissé átírták, s Kristály Tokió, valamint Neo-Queen Serenity is szerepet kapott benne. 2004-ben "Shin Kaguya Shima Densetsu" újra feldolgozták, amelynek aztán télen egy újabb alváltozata készült.

#### Shin / Henshin – Super Senshi e no Michi – Last Dracul Jokyoku (2000)
Egy önálló történet. A Death Busters, Tomoe professzor vezetésével, szövetséget köt Drakula gróffal. Céljuk a harcosok Star Seed-jeinek elrablása, hogy előállíthassák a homunkuluszt.

#### Kessen / Transylvania no Mori – Shin Toujou! Chibi Moon wo Mamoru Senshi-tachi (2000)
Az előző történet folytatása. Bloody Dracul Vampire bosszút akar állni apja haláláért, ezért szövetkezik az ördögi Lilith-tel. Célpontjai a holdharcosok. Eközben Uszagi keményen tanul, hogy levizsgázhasson, és elmehessen barátnőivel nyaralni.
A musicalt télen újra színre vitték, jelentős változtatásokkal. Itt az összes harcoslány megbukott egy teszten, amit újra meg kell írniuk, s azért tanulnak mind, hogy eljuthassanak Európába. Ráadásul egy új cserediák is érkezik az osztályba.

#### Chou Wakusei Death Vulcan no Fuuin (2001)
A Last Dracul trilógia zárása. Dark Cain és Death Vulcan ördögi szövetséget kötnek, amit Sailor Moon-nak kell megállítania. Azonban a death Vulcannak, ami valójában egy bolygó, van egy jó és egy gonosz oldala is, amelyek örök vívódásban vannak egymással.

#### Tanjou! Ankoku no Princess Black Lady (2002)
A manga és az anime második évadát vegyesen használó musical. Télen ismét színpadra állították, kisebb módosításokkal (például a külső holdharcosok is szerepeltek benne, annak ellenére, hogy ők csak a harmadik évadtól jelentek meg).

#### 10th Anniversary Festival – Ai no Sanctuary (2002)
Egy önálló történet, melyben megjelenik Dark Nibiru és kegyencei, hogy elrabolhassák Sailor Moon-tól az Ezüstkristályt. A történet érdekessége, hogy felbukkan benne Gyémánt herceg is, aki ezúttal a jó oldalon áll.

#### Mugen Gakuen – Mistress Labyrinth (2002)
A manga Mugen/Infinity részével szinte teljesen megegyező történet, minimális különbségekkel. Télen ismét színpadra állították, de jelentős számban új színészekkel.

#### Starlights – Ryuusei Densetsu (2003)
A manga Stars éráját gyakorlatilag teljesen leképező musical, mely a korábbi előadásokból is merített – átvette például Beryl szerepeltetését is. Jelentős mértékben megváltoztatva, újra leadták a télen, "Kakyuu-Ouhi Kourin – The Second Stage Final" címen.

### A Nelke Planning produkciói
2013-tól a Nelke Planning produkciójában készülnek az újabb musicalek, megváltozott koncepcióval. Az újabb produkciók egyik jellegzetessége, hogy minden szerepet nők alakítanak (a Takarazuka Revü mintájára). A korábbiakhoz képest nagyobb figyelmet fordítanak a Japánon kívüli közönség elérésére is (külföldi rendezvényeken való fellépések, külföldi előadások, közvetítések, mozivetítések, egyes előadásokon feliratozó szemüveg bevezetése).

#### La Reconquista (2013)
A manga Dark Kingdom szakaszának adaptációja, nyolc év szünet után az első új musical. Címének jelentése spanyolul visszahódítás (leginkább az Ibériai-félsziget muszlim uralom alóli felszabadítását értették alatta a középkorban).

#### Petite Étrangère (2014)
Az előző musical folytatása, a manga Black Moon szakaszának adaptációja. Címének jelentése franciául „kis idegen”, a mangában ugyanez volt a címe annak a fejezetnek, amelyben Csibiusza felbukkant. 2015 elején Kínában, Shanghaiban is előadták öt alkalommal. Még a bemutatást megelőzően, 2014 nyarán a főbb szereplők vendégszerepeltek a párizsi Japan Expón.

#### Un Nouveau Voyage (2015)
Az előző musical folytatása, a manga Infinity (Mugen) szakaszának adaptációja. Címének jelentése „egy új utazás”, ami arra is utalt, hogy a belső holdharcosokat alakító színésznők az utolsó előadás végén búcsúztak a szerepüktől. Egyes előadásokon lehetőség volt feliratozó szemüveg bérlésére angol, francia vagy kínai nyelven. Az utolsó előadás közvetítése hongkongi és tajvani mozikban is megtekinthető volt.

#### Amour Eternal (2016)
Az előző musical folytatása, a manga Dream (Yume) szakaszának adaptációja. Címének jelentése „örök szerelem”. 2017 tavaszán mutatták be az újragondolt változatát, Csibiusza jelentősebb szerepet kapott a történetben, a dalok változatlanok maradtak. 2017 áprilisában Houstonban az Anime Matsuri rendezvényen a szereplők egy részével egy rövid előadást tartottak a musical történetéből és dalaiból merítve, majd a közönség kérdéseire válaszoltak.

#### Le Mouvement Final (2017)
A 2013-ban kezdett musicalsorozat befejezése, a manga Star szakaszának adaptációja. A cím egyik lehetséges fordítása „a záró tétel”, utalva arra, hogy a 2013-ban kezdődött musicalsorozat története lezárul. Első alkalommal fordult elő, hogy öt egymást követő musical dolgozta fel a manga öt szakaszát. 2018-ban az utolsó előadás felvételét feliratosan vetítették bizonyos mozikban Ausztráliában, Új-Zélandon, illetve az amerikai kontinens egyes országaiban.

#### Nogizaka 46 Version (2018)
A Dark Kingdom történet adaptációja. A cím onnan ered, hogy az öt belső holdharcos szerepét a Nogizaka46 idolcsapat tagjai alakították. Az előadások váltott szereposztással futottak, az egyik a Team Moon, a másik a Team Star nevet kapta. Hosszú idő után újra megjelent a színpadon Luna, a macska is, ezúttal bábfiguraként. A ráadásban az 1993 és 2005 közötti musicalekből is elhangzott néhány dal.
2019-ben kisebb változtatásokkal újra műsorra tűzték a musicalt, egy harmadik szereposztással. Ezt a változatot öt alkalommal Shanghaiban is előadták.
2024-ben újra műsorra került a darab, két újabb szereposztás váltotta egymást, ismét Moon és Star néven.

#### The Super Live (2018)
A Dark Kingdom történet lazább adaptációja. A japán előadásokon három szereposztás váltotta egymást, amelyeket egy-egy piktogrammal jelöltek: a „rózsaszín szív”, a „sárga gyémánt” (káró) és a „kék hangjegy”. Ez volt első Sailor Moon musical, amelyet Ázsián kívül is teljes hosszában előadtak: 2018 őszén két alkalommal Párizsban, a „rózsaszín szív” szereposztással; 2019 tavaszán pedig az Egyesült Államokban, egyszer Washington D.C.-ben, háromszor New York-ban, a „sárga gyémánt” és „kék hangjegy” szereplőiből vegyesen összeállított „Team America” szereposztással. A nemzetközi közönség megcélzása érdekében a musicalben kevesebb lett a párbeszéd, ugyanakkor nagyobb teret kapott az instrumentális zene.

#### Kaguya-hime no Koibito (2021)
A Jégbe zárt szívek melléktörténet adaptációja (amelyből a Sailor Moon S mozifilm is készült). Eredetileg 2020-ra tervezték a bemutatóját, de a Covid19-pandémia miatt 2021 szeptemberére halasztották. Lunát hosszú idő után újra jelmezbe öltözött színésznő játszotta, és másik színésznő alakításában emberi alakban is megjelent a színpadon.